# Malene Mortensen

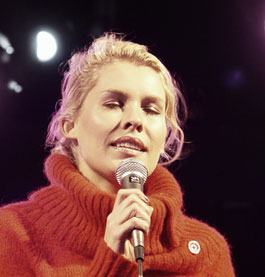
Malene Mortensen (2014)

Malene Mortensen (* 23. Mai 1982) ist eine dänische Sängerin.

## Leben und Karriere
Mortensen stammt aus einer Musikerfamilie; ihre Mutter war die Musiklehrerin und Schlagzeugerin Karen Mortensen, ihr Vater der Trompeter Jens Winther: der Pianist Carl Winther ist ihr jüngerer Bruder. In der Jugend wurde sie durch Stevie Wonder und Nancy Wilson geprägt und sang im Chor.
Bekanntheit erlangte Mortensen als Kandidatin der dänischen Castingshow Stjerne for en aften, wo sie es mit ihrer Version des Moloko-Hits Sing It Back bis ins Finale schaffte. Ein Jahr später gewann sie den Dansk Melodi Grand Prix, die dänische Vorauswahl zum Eurovision Song Contest 2002 in Tallinn. Beim Contest selbst erlangte sie mit ihrem Popsong Tell Me Who You Are nur den letzten Platz. Das schlechte Abschneiden verhinderte nicht ihre weitere Karriere: Ihr Debütalbum im Genre Pop-Jazz, Paradise, erschien 2003. Produziert von Niels Lan Doky waren daran die dänischen Jazz-Größen Niels-Henning Ørsted Pedersen und Alex Riel beteiligt. Auf späteren Alben begleiten sie Chris Potter, Mike Stern und Avishai Cohen. Sie ist nicht nur in Dänemark bekannt, sondern tourte auch in Deutschland, Frankreich, Spanien und vor allem in Thailand, wo sie bereits viermal auf Konzertreise war. Hier wurde 2016 auch das Album You Belong to Me aufgenommen und veröffentlicht. 2013 trat sie auf dem Edinburgh Jazz & Blues Festival auf.

## Diskografie (Auswahl)
Alben
- 2003: Paradise
- 2005: Date With a Dream
- 2006: Malene
- 2007: Desperado
- 2007: ...To All of You
- 2009: Agony & Ecstasy
- 2012: You Go to My Head
- 2015: Can’t Help It
- 2016: You Belong to Me
- 2019: At elske er at leve